# Ruairi Quinn

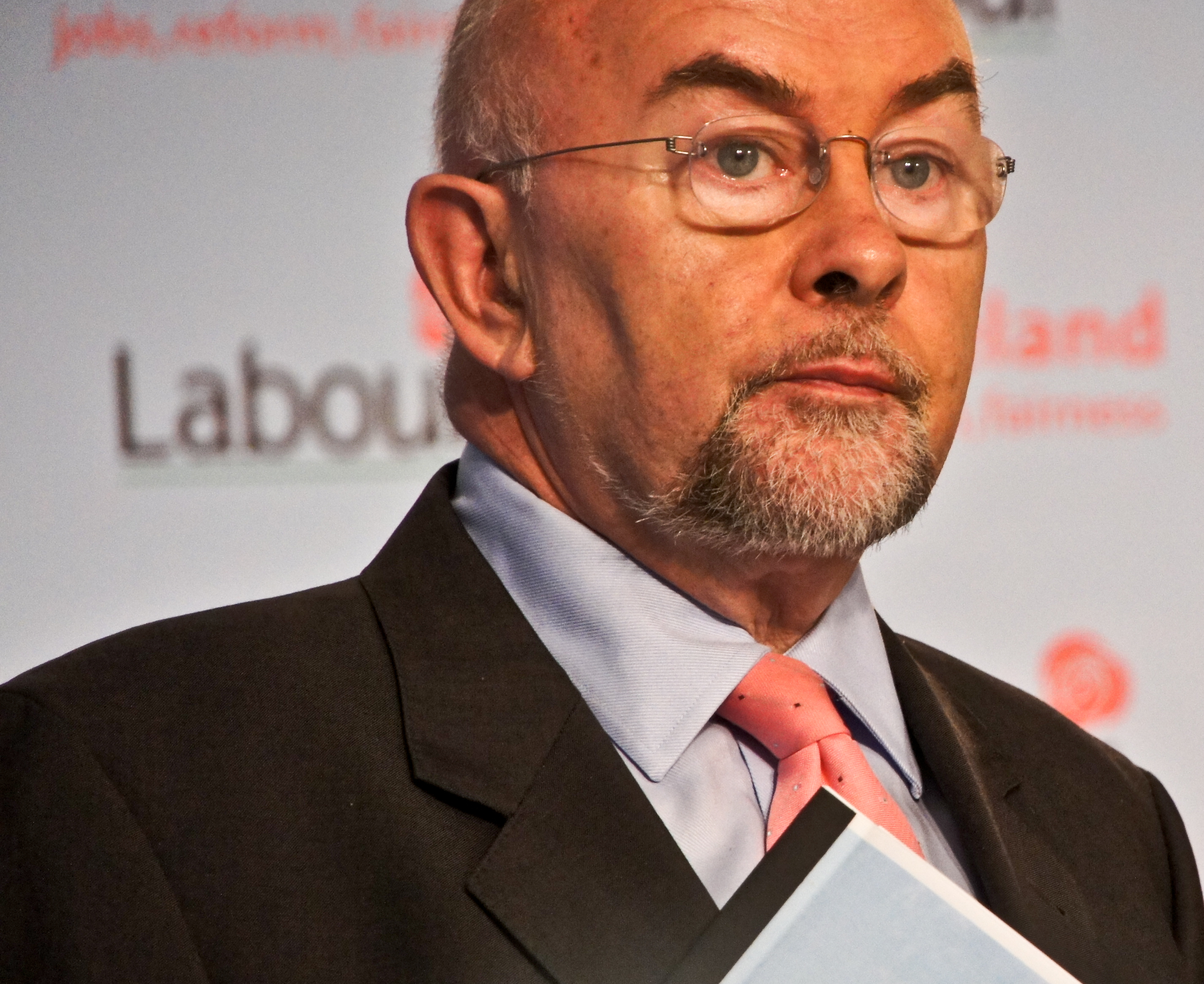
Ruairi Quinn (2011)

Ruairi Quinn (irisch Ruairí Ó Cuinn; * 2. April 1946 in Dublin) ist ein irischer Politiker, ehemaliger Parteivorsitzender der Irish Labour Party, seit 1982 Abgeordneter im Dáil Éireann und war von März 2011 bis zur Kabinettsumbildung im Juli 2014 Bildungsminister im Kabinett von Enda Kenny.

## Leben
Quinn besuchte das Blackrock College in Dublin und studierte Architektur am University College Dublin. Von 1971 bis 1982 war der seit 1969 auch als Architekt tätige Quinn Dozent für Architektur und Städtebau an der School of Architecture, einer Fakultät des University College Dublin. 1982 gab er diese Tätigkeiten auf, um sich ganz seinen politischen Tätigkeiten zu widmen.
Quinns politische Karriere begann 1974, als er Mitglied des Dubliner Stadtrats (Dublin City Council) wurde. Dieses Amt hatte er bis 1977 inne. Im selben Jahr wurde er erstmals in den Dáil Éireann gewählt, nachdem 1973 sein vormaliger Versuch, in das Unterhaus des irischen Parlaments gewählt zu werden, gescheitert war. Bei den Wahlen zum 22. Dáil Éireann konnte er seinen Sitz jedoch nicht verteidigen und schied 1981 wieder aus dem Parlament aus. Der erneute Einzug in den Dail gelang Quinn dann bei der nächsten Wahl im Februar 1982. Seitdem ist er ohne Unterbrechung Teachta Dála. Des Weiteren war er 1976 bis 1977 sowie 1981 bis 1982 Senator im Seanad Éireann.
1990 wurde Quinn Vizeparteivorsitzender seiner Partei und löste 1997 Dick Spring als Parteivorsitzenden ab, als er das Amt im November übernahm. Oktober 2002 trat er vom Parteivorsitz zurück. Neuer Parteivorsitzender wurde Pat Rabbitte.
In den 1980er- und 90er-Jahren hatte Quinn immer wieder diverse Ministerposten inne. So war er 1982 bis 1983 Staatsminister (Minister of State for the Environment), 1984 bis 1987 Arbeitsminister, 1986 bis 1987 Minister für den Öffentlichen Dienst, sowie 1993 bis 1994 Minister für Unternehmen und Beschäftigung und von 1994 bis 1997 Finanzminister. Seit 1998 ist Quinn Vizevorsitzender und Schatzmeister der Sozialdemokratischen Partei Europas.
Neben seinen politischen Tätigkeiten ist er auch Mitglied des Royal Institute of the Architects of Ireland sowie von Amnesty International.
Quinn hat einen Sohn und eine Tochter aus einer früheren Ehe und ist seit 1990 wieder verheiratet; im Oktober 1994 wurde er erneut Vater eines Sohnes. Der Politiker Oisín Quinn ist sein Neffe.